# Pseudodax moluccanus
Pseudodax moluccanus là loài cá biển duy nhất thuộc chi Pseudodax trong họ Cá bàng chài. Loài cá này được mô tả lần đầu tiên vào năm 1840.

## Từ nguyên
Tiền tố pseudo bắt nguồn từ tiếng Latinh có nghĩa là "sai, khác", nên từ định danh của chi có thể tạm dịch là "giống với chi Odax", hàm ý đề cập đến sự khác biệt của loài này so với những loài thuộc chi Odax (một chi thuộc bộ Cá bàng chài), dù trước đây chúng được xếp vào chi Odax.
Hậu tố anus trong tiếng Latinh có nghĩa là "thuộc về", nên từ định danh của loài tạm dịch là "thuộc về Molucca", hàm ý đề cập đến việc mẫu định danh của loài này được thu thập tại quần đảo Maluku (Indonesia).

## Phạm vi phân bố và môi trường sống
P. moluccanus có phạm vi phân bố rộng khắp Ấn Độ Dương - Thái Bình Dương. Ở Ấn Độ Dương, từ Biển Đỏ và bờ biển phía nam bán đảo Ả Rập, loài này được ghi nhận dọc theo bờ biển Đông Phi, bao gồm Madagascar và các đảo quốc, bãi ngầm, quần đảo lân cận; từ vùng biển phía nam Ấn Độ, phạm vi của loài này trải dài về phía nam đến Sri Lanka, Maldives, Chagos, xa hơn nữa là đến quần đảo Cocos (Keeling) và đảo Giáng Sinh (Úc), cũng như các rạn san hô ở ngoài khơi Tây Úc; từ biển Andaman, P. moluccanus xuất hiện trên hầu hết vùng biển các nước Đông Nam Á; ngược lên phía bắc đến miền nam Nhật Bản; về phía nam đến đảo Lord Howe và bờ biển bang New South Wales (Úc); trải rộng về phía đông đến hầu hết các đảo quốc, quần đảo thuộc châu Đại Dương.
P. moluccanus sống gần các rạn san hô ở độ sâu đến ít nhất là 60 m, nhưng thường được quan sát ở độ sâu khoảng 40 m trở lại.

## Mô tả
P. moluccanus có chiều dài cơ thể tối đa được ghi nhận là 30 cm. Cá thể trưởng thành có màu nâu xám với các đốm màu nâu đỏ trên mỗi vảy. Gáy và lưng có màu đỏ cam. Môi trên màu vàng, có một vệt màu xanh lam ở băng xuống dưới má. Răng màu xanh lam. Vây đuôi bo tròn, màu đen viền xanh lam, với một dải màu vàng nhạt bao quanh cuống đuôi. Vây lưng có màu cam sáng; vây ngực màu vàng; các vây còn lại tiệp màu với thân. Trừ vây ngực, các vây đều có viền màu xanh óng. Cá con có màu nâu sẫm với 2 dải sọc màu xanh óng (trên lưng và dưới bụng).
Số gai ở vây lưng: 11; Số tia vây ở vây lưng: 12; Số gai ở vây hậu môn: 3; Số tia vây ở vây hậu môn: 14; Số tia vây ở vây ngực: 15.

## Sinh thái và hành vi
P. moluccanus trưởng thành sống đơn độc, ăn tảo và các loài thủy sinh không xương sống cỡ nhỏ; cá con ăn ký sinh bám trên cơ thể những loài sinh vật khác.